# ساوترلند (یوتا)
ساوترلند (به انگلیسی: Sutherland) یک منطقهٔ مسکونی در ایالات متحده آمریکا است که در شهرستان میلارد، یوتا واقع شده‌است. ساوترلند ۱۶۵ نفر جمعیت دارد و ۱٬۴۱۰٫۰۲ متر بالاتر از سطح دریا واقع شده‌است.